# Macrojoppa kriegeri
Macrojoppa kriegeri là một loài tò vò trong họ Ichneumonidae.